# Данівка
Дані́вка — село в Україні, у Козелецькій селищній громаді Чернігівського району Чернігівської області. Населення становить 757 осіб. До 2016 орган місцевого самоврядування — Данівська сільська рада.
Поблизу села — Данівський Свято-Георгіївський жіночий монастир (1654).

## Історія

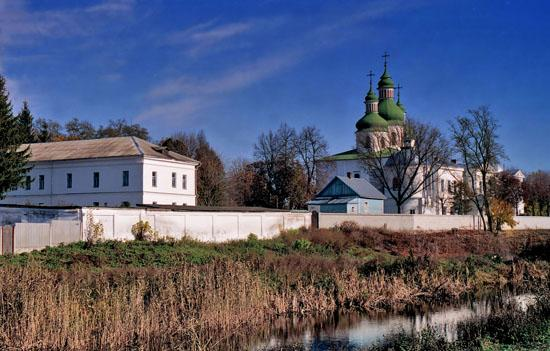
Данівський монастир

У переписній книзі Малоросійського приказу (1666) згадується село Дановка на рекѣ Острѣ и на рекѣ Трубеже на вершине. Саме село, а не деревня, а тому вже мав бути свій храм. У селі було 47 дворів: 18 були ґрунтовими (без робочої худоби), а в інших було 36 волів та 20 коней. Усіх 47 чоловіків села названо поіменно.
Згідно з Генеральним слідством Київського полку село Данювка Козелецької сотні було спочатку військовим, але потім Київський полковник Костянтин Солонина віддав його чоловічому Козелецькому Свято-Георгіївському монастирю. За наказом гетьмана Івана Самойловича село в монастиря було відібрано (це трапилося не пізніше 1687 року). Київський полковник Григорій Вольський передав село Козелецькій ратуші (не пізніше 1691 року). 1709 року гетьман Іван Скоропадський своїм універсалом знов передав село ченцям. 1729 року належали монастирю 26 дворів Данівки. Також у селі могли бути двори козаків.
1770 року в місцевій церкві було 763 прихожанина. 1781 року в селѣ Данѣвкѣ були 124 хати (феодально залежних посполитих — лише 37).
12 червня 2020 року, відповідно до розпорядження Кабінету Міністрів України № 730-р «Про визначення адміністративних центрів та затвердження територій територіальних громад Чернігівської області», увійшло до складу Козелецької селищної громади.
19 липня 2020 року, в результаті адміністративно - територіальної реформи та ліквідації Козелецького району, село увійшло до складу Чернігівського району Чернігівської області.

## Населення

### Мова
Розподіл населення за рідною мовою за даними перепису 2001 року:
| Мова            | Кількість | Відсоток |
| --------------- | --------- | -------- |
| українська      | 953       | 98.76%   |
| російська       | 10        | 1.04%    |
| румунська       | 1         | 0.10%    |
| інші/не вказали | 1         | 0.10%    |
| Усього          | 965       | 100%     |